# Конфлікт у Белуджистані
Збройний конфлікт у Белуджистані — конфлікт на території Белуджистану, що триває з 1948 року і до теперішнього часу. Урядам Ірану і Пакистану протистоять націоналісти-белуджі, що домагаються незалежності розділеного народу. Конфлікт є етноконфесійним: в Ірані белуджі-суніти чинять опір персам-шиїтам, а в Пакистані белуджі-суніти тероризують шиїтів-хазарейців, які в цьому регіоні становлять меншість.
Приводом до виникнення конфлікту стало створення держави Пакистан, котрий включив в себе частину земель белуджів. Також белуджі-суніти відчувають певну дискримінацію в шиїтській Ісламській республіці Іран. Найбільшою свободою користуються белуджські райони Південно-Західного Афганістану.

## Іран
Багато експертів підозрюють Джундалла — місцеву терористичну групу, створену, переважно, з белуджів  у зв'язках з терористичною мережею Аль-Каїда.
Іран, і не тільки, тривалий час стверджує, що Джундалла отримує допомогу від США, хоча офіційний Вашингтон це спростовує. На початку 2012 року в американській пресі з'явилися повідомлення, що бойовики Джундалли для атак проти іранських офіційних осіб намагалися наймати агентів Моссада, щоб вони прикидалися агентами ЦРУ. Є інформація, що підтримку белуджським сепаратистам в Ірані надає Саудівська Аравія, а під час Ірано-іракської війни також іракські спецслужби і ОМИН.
До 2013 року підтримку белуджським повстанцям в обох країнах надавала ораганізацій «BSO-Azad», що складається з представників белуджської діаспори.

## Пакистан
Є інформація про надання з боку КДБ під час Афганської війни допомоги белуджським повстанцям в боротьбі проти Пакистану.
Пакистан неодноразово звинувачував Індію в підтримки ЗАБ. Так, у 2010 році прем'єр-міністр Пакистану Юсуф Реза Гілані офіційно заявив, що має на руках досьє, в якому йдеться про участь Індії в белуджистанському конфлікті, проте індійська влада спростувала цю заяву.
Потім Індію звинуватили в підтримці ЗАБ через їх консульства в Афганістані. Британська розвідка також поділяє думку пакистанців про те, що Нью-Делі таємно спонсорує белуджистанських повстанців з метою чинити тиск на Пакистан.

## Хронологія

### Іран
- У червні 2005 року бойовиками «Джундалли» була викрадена група іранських офіцерів поблизу ірано-пакистанського кордону. Згодом був поширений відеозапис, на якому один з офіцерів був страчений.

- 18 жовтня 2009 року бойовиками «Джундалли" здійснено терористичний акт в Пішині.

- У липні 2010 року бойовики «Джундалли» напали на Велику мечеть в столиці регіону Захедан, яку в той момент відвідували Вартові Ісламської революції. В результаті інциденту загинуло 28 осіб.

- 15 грудня 2010 року бойовиками «Джундалли" здійснено терористичний акт в Чахбехарі.

### Пакистан
- 2 грудня 2002 року в провінції Белуджистан бойовики підірвали газопровід. Електростанції залишилися без палива, тому відбулися відключення світла у багатьох населених пунктах країни.

- 21 січня 2003 року в провінції Белуджистан невідомими бойовиками був здійснений підрив АЗС.

- 22 січня 2003 року в Белуджистані було підірвано газопровід.

- 22 червня 2006 року в місті Карачі після найжорстокішого збройного опору був заарештований Усман Курд, який очолював відділення «Лашкар-е-Джангві» в провінції Белуджистан, причетний до вбивств не менше 150 людей на ґрунті етноконфесійної ворожнечі.

- 17 лютого 2007 року в столиці регіону Кветта невідомими бойовиками був проведений вибух в будівлі суду, в результаті якого загинуло 13 осіб.

- 2 лютого 2009 року в столиці регіону Кветта бойовиками «Об'єднаного фронту звільнення Белуджистану» був викрадений глава регіонального Управління Верховного комісара ООН у справах біженців, громадянин США Джон Солекі. При викраденні був убитий водій автомобіля, в якому перебував дипломат. Викрадачі пригрозили вбити заручника, якщо влада Пакистану не звільнить з в'язниць близько 250 людей. 5 квітня заручник був звільнений.

- 10 січня 2013 року в столиці регіону Кветта бойовиками «Визвольної Армії Белуджістану" здійснено вибух на міському ринку, в результаті якого загинуло 11 осіб.

- 11 січня 2013 року і столиці регіону Кветта бойовиками «Лашкар-е-Джангві» здійснено два вибухи, в результаті яких загинуло 82 людини, ще 120 отримали поранення. Серед постраждалих переважно шиїти.

- 15 червня 2013 року в окрузі Зіарат четверо бойовиків «Визвольної армії Белуджістану» спалили резиденцію Мухаммеда Алі Джинни. В результаті інциденту вся дерев'яна частина будинку вигоріла, і був убитий один поліцейський.

- 10 лютого 2014 року  бойовики «Визвольної армії Белуджістану» за допомогою дистанційного пристрою організували вибух на шляху проходження конвою пакистанського Прикордонного корпусу. За офіційними даними, один з трьох автомобілів сильно пошкоджений, інші два незначно, поранення отримали 19 військовослужбовців. За даними сепаратистів, 10 військовослужбовців загинуло, 17 поранено. Одночасно неподалік від місця інциденту бойовики атакували армійський КПП. За офіційними даними, атака була відбита з втратами в живій силі серед сепаратистів. У той же день бойовики «Республіканської армії Белуджістану» здійснили підрив газопроводу, в результаті якого загинула щонайменше одна людина.

- 16 лютого 2014 року поблизу міста Кашмор бойовиками «Республіканської армії Белуджістану» за допомогою дистанційного пристрою був здійснений підрив залізничного потягу. В результаті катастрофи загинуло 8 осіб (четверо з них — діти), 30 отримали поранення.

- 8 квітня 2014 року невідомі бойовики здійснили підрив газопроводу в провінції Белуджистан: майже вся територія провінції Пенджаб залишилася без електрики в результаті припинення подачі газу на електростанції.